# Winifred Wagner
Winifred Wagner (Hastings, 23 de junio de 1897-Überlingen, 5 de marzo de 1980), nacida como Winifred Marjorie Williams, fue la viuda de Siegfried Wagner, hijo del compositor alemán Richard Wagner, y regente del Festival de Bayreuth entre 1931 y 1944.

## Biografía

### Infancia, juventud y ascenso
Hija del escritor John Williams y la actriz danesa Emily Florence Karop, en 1899 queda huérfana de padre y madre. Internada en un orfanato de Sussex, en 1907 es adoptada por el matrimonio alemán de los septuagenarios Klindworth y es transferida a Berlín. Karl Klindworth era un pianista que había sido discípulo destacado de Franz Liszt y gran admirador y amigo de Richard Wagner (1813-1883), a quien conoció en 1855.
En 1914 Karl Klindworth asiste como invitado de la viuda del compositor y regente del festival Cósima Wagner (hija de Liszt) al Festival de Bayreuth, lo acompaña Winifred a la representación de El holandés errante dirigida por Siegfried Wagner, hijo del compositor y heredero legítimo del festival de acuerdo a su madre pese a las protestas de sus hermanas Eva e Isolde.
A los 46 años, soltero y con dudas sobre su orientación sexual, Siegfried ve la solución en la huérfana de 17 años casándose con ella un año después y resolviendo el problema que lo acosaba: dejar herederos. En 1917 nace Wieland, el primogénito, le siguen Friedelind (1918), Wolfgang (1919) y Verena (1920).
Luego de una gira por Estados Unidos, se reinician los festivales en Bayreuth con la finalización de la Primera Guerra Mundial. Winifred colaborará estrechamente con su esposo, como secretaria y organizadora.
En 1923 conoce a Hitler cuando éste visita el festival, regresando después del Putsch de Múnich para fortalecer lazos con la familia de su compositor favorito y reunirse con Houston Stewart Chamberlain. Hay versiones que aseguran que Winifred, infatuada con él, le envió vituallas y el papel a la cárcel donde escribió Mein Kampf.
En abril de 1930 muere Cósima y en agosto del mismo año muere Siegfried de un infarto.
La viuda Winifred queda a cargo de Bayreuth. Llama al director general del Teatro de la Opera de Berlín, Heinz Tietjen —que había dirigido el teatro bajo los socialistas y ahora con los nazis— para ayudarla y obtiene la colaboración de ilustres directores como Arturo Toscanini —hasta ese momento gran amigo de la familia— Wilhelm Furtwängler —a quien Winifred no toleraba— y Karl Elmendorff.

### Regencia de Bayreuth
En 1933 es nombrada ciudadana ilustre de Bayreuth a raíz del cincuentenario de la muerte de Wagner. El control artístico del festival se dejó en principio en manos de Winifred y de Tietjen, pero luego el resto quedó bajo la dirección personal del propio Hitler. La era Winifred comienza con repartos de excepción: Rudolf Bockelmann es Wotan, Frida Leider es Brünnhilde y Max Lorenz cantará Siegfried en la saga de El anillo del nibelungo. Dirigen Richard Strauss, Victor de Sabata, Karl Elmendorff, Hermann Abendroth y Furtwangler. Se sumarán Friedrich Schorr, Nanny Larsen-Todsen, Martha Fuchs, Lauritz Melchior, Set Svanholm, Maria Müller, Margarete Klose, Helge Roswaenge, Josef von Manowarda, Franz Völker, Germaine Lubin, Erich Kunz, Josef Greindl, etc.
La adhesión y admiración de Winifred hacia Adolf Hitler (eran íntimos amigos, ella lo llamaba Kapellmeister Wolf y el Führer asistirá al festival entre 1933 y 1939 anualmente, alojándose en Wahnfried por expresa invitación de Winifred) convierten el Festival en un símbolo del nazismo y en un nido de intrigas. Las dificultades económicas del festival debido en gran parte a las prohibiciones de asistencia al público judío motivan que, por orden de Hitler, el partido compre para sus miembros todas las entradas para colmar el teatro con programas culturales, llegando a suspender durante la guerra las representaciones de Parsifal para no traumatizar a los asistentes (entre ellos soldados heridos).
En 1941, Hitler propone una gigantesca ampliación del teatro y rebautiza los «Festivales de Guerra». Su oficial Bodo Lafferentz se casa en 1943 con Verena Wagner, ocupándose de asuntos administrativos. El historiador Frederic Spotts escribe: «La presencia en el Festival de los plebeyos, culturalmente hablando, miembros del partido a los que no gustaba la ópera y mucho menos las de Wagner, no fue más que un medio de propaganda del régimen nazi, una propaganda particularmente brutal y beligerante. El público de los “Festivales de Guerra” lo formaban trabajadores ignorantes, huéspedes del Führer, a los que constantemente se les recordaba el honor de que eran objeto. Y aunque se sintiesen más atraídos por otros entretenimientos, no tenían más remedio que aceptar la invitación les gustase o no».
Pese a la guerra los festivales se siguen llevando a cabo hasta 1944 cuando se declara el cierre de todos los teatros ante la Guerra total.
En 1945 Winifred abandona la Villa Wahnfried, dañada por los bombardeos aliados retirándose a Oberwarmensteinach.

### Caída
En 1947 frente al tribunal de desnazificación debe responder por su comprometida actuación al frente de los Festivales de 1933 a 1945. En un principio es clasificada como «gran delincuente» al haber permitido que el partido Nazi utilizase el «legado de Richard Wagner» para sus fines políticos. Ella sostuvo que «era él, no el partido, lo que me atraía», y trató de recuperar su nacionalidad británica atemorizada ante una severa condena. En julio de 1947 su sentencia fue reducida y se la clasificó como persona «poco incriminada», salvándose del confinamiento en un campo de trabajos porque personalmente no había cometido actos violentos ni brutales. Aun así siguió sometida a múltiples interdicciones.
Nuevas evidencias aparecidas en 2002 sugieren que Winifred fue responsable de evitar la deportación de judíos y homosexuales de su círculo, como ejemplo, Max Lorenz y su esposa y una carta a Hitler que evitó el arresto de Alfred y Hedwig Pringsheim cuya hija estaba casada con el escritor Thomas Mann.
Para evitar disputas familiares y mantener apartada a Friedelind, los Wagner tomaron acciones legales destinadas a mantener todos los derechos de Winifred, siguiendo el testamento de Siegfried, pero haciendo que delegase la dirección del Festival en sus hijos. Es obligada a renunciar a los festivales en 1949, como única alternativa para que estos se reanuden. El nuevo gobierno solo acepta como directores a sus hijos Wieland y Wolfgang. El fideicomiso concluyó en 1950 y este año los activos del teatro y el Festival fueron entregados a Wieland y Wolfgang.

### Final
En 1975 el director Syberberg filma una biografía sobre ella en la que no muestra arrepentimiento alguno por el pasado; como consecuencia su hijo Wolfgang le prohíbe el acceso a los festivales.
El 5 de marzo de 1980 muere en Ueberlingen, a orillas del lago Constanza (Bodensee), donde se había retirado por enfermedad.
Su primogénito Wieland Wagner (1917-1966), revolucionará las puestas en escena de las óperas de su abuelo con la creación del Nuevo Bayreuth. A su temprana muerte le sucedió Wolfgang Wagner (1919-2010).
Su hija Friedelind (1918-1991) se distanció de su madre desde el comienzo; escribió Noche sobre Bayreuth.
En 2007, a los 89 años, Wolfgang dejó la dirección de los Festivales en manos de sus hijas Eva Wagner-Pasquier y Katharina Wagner, quien en junio de 2009 invitó a historiadores a revisar la historia de su abuela.